# Seebadmuseum Travemünde

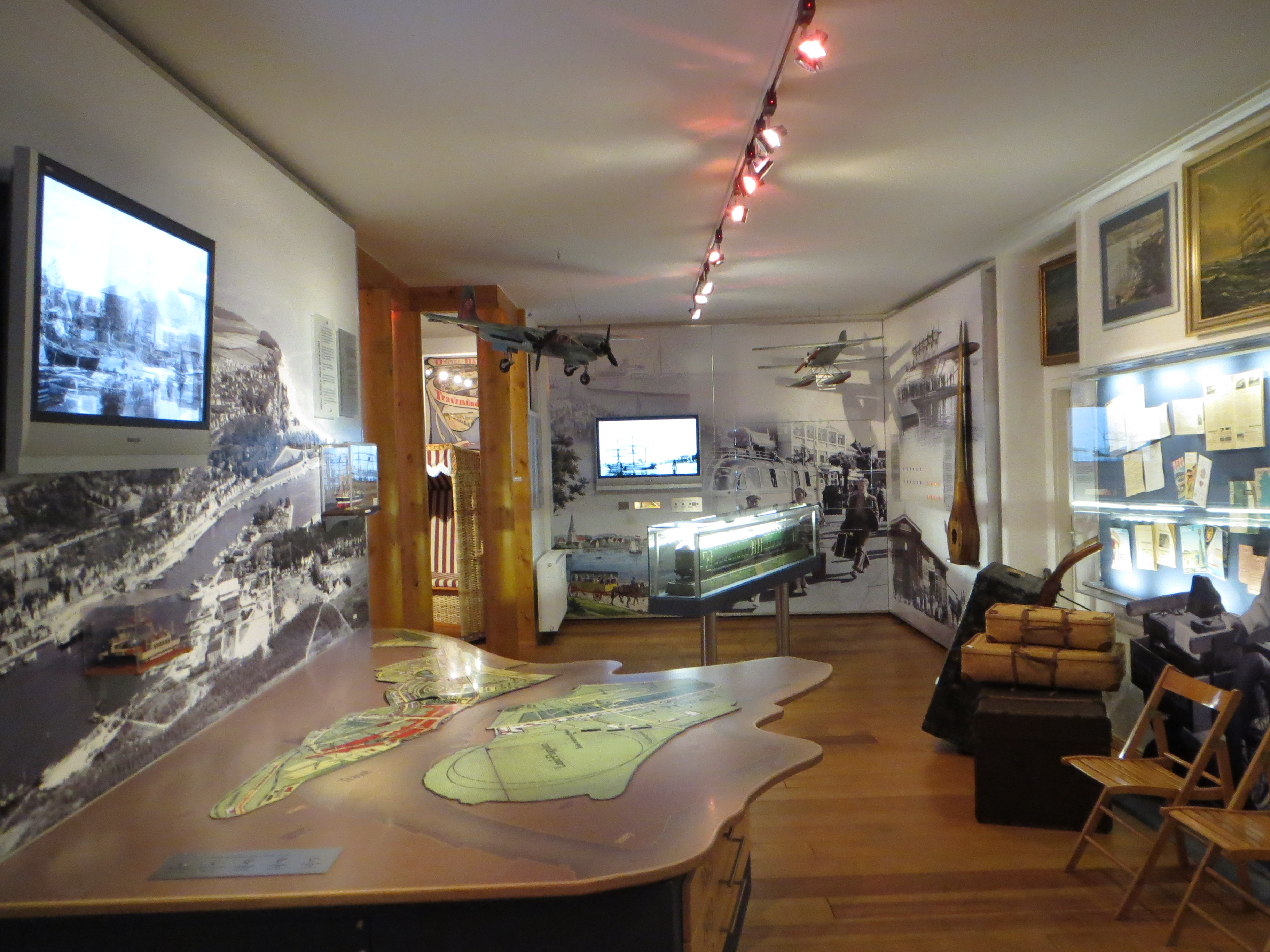
Ausstellungsraum (2014)

Das Seebadmuseum Travemünde zeigt die Geschichte des Lübecker Seebades Travemünde vom Beginn im Jahr 1802 bis in die Gegenwart.
Mit Filmen, Hörstationen und Exponaten zu den Themen Bademoden, Fischerei, Schifffahrt und Fliegerei werden wesentliche Bedingungen, Ereignisse und Entwicklungen der Travemünder Geschichte auf 180 Quadratmetern vermittelt. Das Museum, das im Jahr 2007 eröffnet wurde und im ehemaligen Gesellschaftshaus in der Torstraße 1 am Travemünder Marktplatz liegt, befindet sich in der Trägerschaft des im Jahr 2003 gegründeten Heimatvereins Travemünde e. V.
Das Seebadmuseum verfügt seit seiner Teilnahme am Internationalen Museumstag im Jahr 2021 auch über einen virtuellen Rundgang, der mit einer Ansicht als 3D-Puppenhaus startet.